# Boston Bulldogs (calcio)
I Boston Bulldogs (1996-2001) sono stati una società calcistica di Boston, negli Stati Uniti, appartenente alla United States Interregional Soccer League (1996) e successivamente della A-League (1997–2000) e USL D3 Pro League (2001).

## Storia
Fondati nel 1996 a Worcester con la denominazione di Worcester Wildfire dal 1996 al 1998, affilata alle squadre di Major League Soccer New York MetroStars e New England Revolution. Il primo proprietario fu John Curtis, già presidente dei Cape Cod Crusaders e dei Boston Renegades (formazione femminile) che cedette la franchigia all'inizio della seconda stagione. Agonisticamente le prime tre stagioni dei Wildfire furono abbastanza sottotono non raggiungendo mai i play-off nei campionati di seconda divisione e superando il secondo turno della US Open cup sconfiggendo i Charlotte Eagles (2-0) e venendo sconfitti al terzo turno dai Tampa Bay Mutiny ai calci di rigore.
Nel 1999 avvenne il trasferimento a Boston con il cambio di denominazione da Wildfire a Bulldogs. I proprietari Tom Bagley ed il norvegese Reidar Tryggestad avendo grandi ambizioni per il club ingaggiarono l'ex Liverpool Steve Nicol, giocatore, poi allenatore, scozzese in quel momento ai New England Revolution. Con la squadra dei New England, come con i Crusaders, esisteva una affiliazione per lo scambio di giocatori ed allenatori.
Dopo l'ultima stagione in USL A-League con il raggiungimento del quinto posto in Northeast Division, nel 2001 i Bulldogs passano alla terza lega, la USL D3-Pro League, dove conquistano la prima posizione nella Northern Conference acquisendo l'ingresso per la prima volta i play-off: qui battono i Reading Rage (6-0), i New Jersey Stallions (2-0) e fermandosi alle semifinali venendo battuti dai Greenville Lions (2-1 OT).
Dopo pesanti perdite finanziarie nelle ultime due stagioni di seconda divisione di calcio nella USL A-League e di terza in USL D3 Pro League nel 2001 la società concluse la sua attività sportiva.

## Cronologia
| Worcester Wildfire |                                       |                           |    |    |    |    |   |   |   |    |    |    |             |             |
| 1996               | Northeast Conference                  | USISL Professional League | 9° | 16 | 1  | 0  | 1 | 0 | - | 15 | 19 | 57 | Non qualif. | Non qualif. |
| 1997               | Northeast Division                    | USISL A-League            | 6° | 28 | 19 | 6  | 1 | 2 | - | 19 | 26 | 61 | Non qualif. | Non qualif. |
| 1998               | Northeast Division                    | USISL A-League            | 5° | 28 | 32 | 10 | 2 | 2 | - | 14 | 37 | 50 | Non qualif. | Terzo Turno |
| Boston Bulldogs    |                                       |                           |    |    |    |    |   |   |   |    |    |    |             |             |
| 1999               | Eastern Conference Northeast Division | USL A-League              | 6° | 28 | 61 | 12 | 0 | 6 | - | 16 | 49 | 36 | Non qualif. | Non qualif. |
| 2000               | Eastern Conference Northeast Division | USL A-League              | 5° | 28 | 39 | 9  | - | - | - | 16 | 32 | 41 | Non qualif. | Non qualif. |
| 2001               | Northern Conference                   | USL D3-Pro League         | 1° | 18 | 50 | 10 | - | - | 2 | 6  | 41 | 27 | Semifinali  | Non qualif. |

## Trofei
- USL D3-Pro League

Northern Division (1): 2001
Semifinalista (1): 2001

## Allenatori
- Nigel Boulton (1997)
- John Kerr (1998-1999)
- Steve Nicol (2000-2001)